# Мілнаципран
Мілнаципран (англ. Milnacipran, лат. Milnacipranum) — синтетичний лікарський засіб, що за хімічним складом є похідним фенілетиламіну та належить до групи селективних інгібіторів зворотного захоплення серотоніну та норадреналіну. Препарат застосовується перорально. Мілнаципран уперше схвалений для клінічного застосування у Франції в 1996 році для лікування депресії під торговою маркою «Іксел», пізніше препарат схвалений для лікування фіброміалгії під торговою маркою «Савелла».

## Фармакологічні властивості
Мілнаципран — лікарський засіб, що належить до групи селективних інгібіторів зворотного захоплення серотоніну та норадреналіну. Механізм дії препарату полягає у вибірковому інгібуванні зворотнього нейронального захоплення серотоніну та норадреналіну в синапсах центральної нервової системи, що спричинює накопичення нейромедіаторів у синаптичній щілині, та подовженню їх дії на постсинаптичні рецепторні ділянки. Це призводить до інгібування обігу серотоніну та норадреналіну в організмі, подальшим наслідком чого є купування депресивних станів. Мілнаципран не інгібує зворотнє захоплення дофаміну, та не впливає на альфа-1- та альфа-2-, а також бета-адренорецептори, D2 та D1 дофамінові рецептори, гістамінові H1-рецептори, м-холірецептори, бензодіазепінові рецептори, опіатні та ГАМК-рецептори. Препарат не має впливу на натрієві, калієві та кальцієві канали, наслідком чого є відсутність впливу на провідну систему серця. Мілнаципран також не має як стимулюючої, так і седативної дії на центральну нервову систему. Початково мілнаципран застосовувався як антидепресант при великих депресивних розладах; проте пізніше встановлено, що препарат також має знеболювальний ефект, що може бути пов'язаним із зворотнім захопленням серотоніну та адреналіну в пресинаптичних нейронах, що гальмує проходження больової аферентації, та сприяє активації низхідних знеболювальних впливів. Імовірним механізмом виникнення знеболювального ефекту мілнаципрану є інгібування NMDA-рецепторів, які сприяють посиленню больового ефекту та виникненню нейропатичного болю. Мілнаципран натепер застосовується переважно як знеболювальний препарат при фіброміалгії, проте при застосуванні препарату для знеболення він має лише помірний ефект та відносно високу кількість побічних ефектів.

### Фармакокінетика
Мілнаципран добре і швидко всмоктується після перорального застосування, біодоступність препарату становить 85 %. Максимальна концентація мілнаципрану в крові досягається протягом 2 годин після прийому препарату. Мілнаципран погано (на 13 %) зв'язується з білками плазми крові. Даних за проникнення препарату через гематоенцефалічний бар'єр немає, мілнаципран проникає через плацентарний бар'єр, та виділяється в грудне молоко. Метаболізується препарат у печінці з утворенням неактивних метаболітів. Виводиться мілнаципран із організму переважно із сечею у вигляді метаболітів. Період напіввиведення препарату становить 8 годин, цей час може збільшуватися при порушеннях функції печінки або нирок.

## Показання до застосування
Мілнаципран застосовують при депресіях різного ступеня важкості, а також при фіброміалгії.

## Побічна дія
При застосуванні мілнаципрану спостерігаються наступні побічні ефекти:
- Алергічні реакції — шкірний висип, свербіж шкіри, еритема шкіри, гіпергідроз.
- З боку травної системи — сухість у роті, нудота, блювання, запор, підвищення рівня активності ферментів печінки.
- З боку нервової системи — головний біль, запаморочення, тривожність, тремор, серотоніновий синдром.
- Інші побічні ефекти — приливи крові, тахікардія, порушення сечопуску.

## Протипокази
Мілнаципран протипоказаний при підвищеній чутливості до препарату, одночасному лікуванні інгібіторами моноамінооксидази, особам у віці до 15 років. Препарат не рекомендований до застосування при вагітності та годуванні грудьми, при порушеннях сечовипускання, при одночасному застосуванні разом із адреналіном, норадреналіном, клонідином або дигоксином.

## Форми випуску
Мілнаципран випускається у вигляді таблеток по 0,0125; 0,025; 0,05 і 0,1 г.